# Johan Vanhecke
Johan Vanhecke (Wilrijk, 3 februari 1957) is een Belgisch schrijver. 

## Biografie
Johan Vanhecke studeerde Germaanse filologie aan de Universiteit Antwerpen en promoveerde aan de KULeuven in 2014 met een verhandeling over Johan Daisne.
Van 1983 tot 2022 was hij wetenschappelijk medewerker en later hoofdarchivaris van het Letterenhuis. Daarnaast was hij redacteur van de literaire bladen Zacht Lawijd en Zuurvrij, waarvoor hij diverse artikels schreef. Hij publiceerde ook in Spiegel der Letteren, Verslagen en mededelingen van de KANTL en Wetenschappelijke tijdingen. Sinds zijn pensionering in 2022 houdt hij zich vooral bezig met de promotie van  Hendrik Conscience en zijn werk door middel van lezingen en publicaties. 
In 2001 ontving hij de Provinciale prijs voor geschiedenis en volkskunde voor Het hoofd werd op tafel gezet, een studie over de Halewijnballade.Zijn biografie van Conscience werd in 2024 bekroond met Leon Elaut-prijs van de Koninklijke Academie voor Nederlandse Taal en Letteren.